# Heterothele affinis
Heterothele affinis är en spindelart som beskrevs av Laurent 1946. Heterothele affinis ingår i släktet Heterothele och familjen fågelspindlar. Inga underarter finns listade i Catalogue of Life.